# Ulica Władysława Jagiełły w Skwierzynie
Ulica Władysława Jagiełły – ulica w centrum Skwierzyny, łukiem omijająca Rynek od strony wschodniej, na całej długości biegnie równolegle do ulicy Powstańców Wielkopolskich.
Do XVIII wieku pomiędzy dzisiejszymi ulicami Powstańców Wielkopolskich i Władysława Jagiełły znajdowała się synagoga, która spłonęła w jednym z licznych pożarów miasta, obok niej znajdowały się inne budynki społeczności żydowskiej m.in. heder (szkoła religijna) i mykwa (łaźnia rytualna).
Przy ulicy znajduje się kilka dobrze zachowanych kamienic z początku XX wieku. Wzdłuż jej zachodniej strony stoją bloki mieszkalne. W jej środkowej części, po zachodniej stronie znajduje się kościół p.w. św. Mikołaja, naprzeciwko stoi 2-kondygnacyjny budynek po byłej, przedwojennej szkole katolickiej, do lat 90. ub. wieku znajdowało się tam przedszkole. Obecnie budynek stoi pusty i niszczeje. Północny fragment ulicy zabudowany jest parterowymi domkami z początku XX wieku oraz współczesnymi budynkami jednorodzinnymi.
Przed II wojną światową ulica nosiła nazwę Pfarrstraße.